# 13 stolar
13 stolar är en svensk komedifilm från 1945 i regi av Börje Larsson. Filmen är baserad på den ryska romanen Tolv stolar av Ilja Ilf och Jevgenij Petrov.
Manus skrevs av Larsson och filmen producerades och distribuerades av AB Wivefilm. Fotograf var Sven Nykvist och Eric Nordemar klippte filmen. För musiken stod Lille Bror Söderlundh och Sune Waldimir. Inspelningsplatser var Sandrews studio, Nationalmuseum (båda i Stockholm) och Sankt Pers kyrkoruin i Sigtuna.
Filmen hade premiär den 26 december 1945 på biograf Palladium i Stockholm.

## Handling
Filip Palm (Åke Söderblom) får veta att han har ett arv att hämta ut av en faster i Stockholm. På tåget dit träffar han den unga vackra flickan Gun Svärdsjö (Lillebil Kjellén) som han omedelbart blir förälskad i. Väl framme i Stockholm får Filip veta att han har ärvt tretton stolar. Han övertalas att sälja dessa av den dörrknackande försäljaren Gottfrid Andersson (Ludde Gentzel). Efter detta får Filip veta att det i stoppningen på en av stolarna ligger 100 000 kronor i kontanter. Han skyndar sig att kontakta Gottfrid som dock redan har sålt stolarna vidare. Därefter påbörjas en vild jakt för att återfinna dem. När de väl hittat just den stol i vilken pengarna finns upptäcker de att den står på ett barnhem för flyktingar. Filip har inte hjärta att återta stolen och åker tomhänt tillbaka hem. Tillbaka på arbetet råkar Filip av misstag uppfinna ett sätt att skriva på skrivmaskin utan att använda färgband. Med denna uppfinning har han sin ekonomiska framtid tryggad och kan därför gifta sig med Gun.

## Rollista
- Åke Söderblom – Filip Palm, kontorist
- Ludde Gentzel – Gottfrid Andersson, specialist på snabba affärer
- Stig Järrel – Strand, författare
- Lillebil Kjellén – Gun Svärdsjö, cigarettflicka på Café Royal
- Hjördis Petterson	– fru Karin Lindström-Lindholm, danslärarinna
- Anna-Lisa Baude – Sigrid Norlén, skilsmässoadvokat
- Ingrid Borthen – fröken Irene Haller, skådespelerska
- Douglas Håge – poliskommissarien
- Willy Peters – Albert Bergman
- Cécile Ossbahr – fru Bergman
- Torsten Winge – mannen på gatan som köper en värdelös ring
- Ragnar Arvedson – professor Bortman, psykiater
- Artur Rolén – mannen med lastbilen
- Gull Natorp – föreståndarinnan för flyktingbarnens förläggning
- Sif Ruud – fröken Åkerman, innehavarinna av antikvitetsaffär
- Harry Ahlin – kontorschefen
- Gustaf Lövås – poliskonstapel Esbjörnsson
- Nils Hultgren – professor Boltmans assistent
- Bengt Ekerot – kontorist
- Gösta Gustafson – advokat Jonasson
- Börje Mellvig – musikfantast på Nationalmuseum
- Ludde Juberg – nattvakten på varuhuset
- Gus Dahlström – den berusade mannen utanför varuhusets skyltfönster
- Mona Geijer-Falkner – receptionisten på Hotell Fortuna
- John Ericsson – utmätningsmannen
- Svea Holst – Hilda, Strands hembiträde
- Helge Mauritz – tjänsteman på Auktionskammaren
- Margit Andelius – fröken Mild, pianofröken på dansskolan
- Lillemor Biörnstad – Birgit Malm, föreståndarinnan för barnträdgården
- Stina Sorbon – flirtande dam på Café Royal
- Mary Lindström – flirtande dam på Café Royal
- Märta Collén – modehusföreståndarinnan
- Ulla Malmström – expedit på Billiga Bazaren
- Elisabet Berg – Filip Palms stenograf hos Palm & Andersson AB
- Galina Bosley – Gottfrid Anderssons stenograf hos Palm & Andersson AB
- Nils Fritz – Nilsson, massör
- Carl Andersson – anställd hos professor Boltman
- Karl-Otto Mattson – anställd hos professor Boltman
- Hans Gustavsson – anställd hos professor Boltman
- O.G. Nylander	– man från Insamlingen för flyktingbarnen
- Ragnar Sahlberg – man från Insamlingen för flyktingbarnen
- Elis Bergström – flyttkarl
- Inez Fröling	– porträtt av Agathe Klarin, Filip Palms faster
- Per-Axel Arosenius – servitör på Café Royal
- Folke Algotsson – servitör på Café Royal
- Hjördis Genberg – mannekäng
- Margareta Berglund – mannekäng
- Marjo Bergman – mannekäng
- Birgitta Carlberg –  liten flicka i barnträdgården
- Jan Johansson	– liten pojke i barnträdgården
- Ove Hagelin – liten pojke i barnträdgården
- Gottfrid Holde – taxichaufför (förmodligen bortklippt)
- Hugo Tranberg – taxichaufför (förmodligen bortklippt)